# 廣播節目主持人

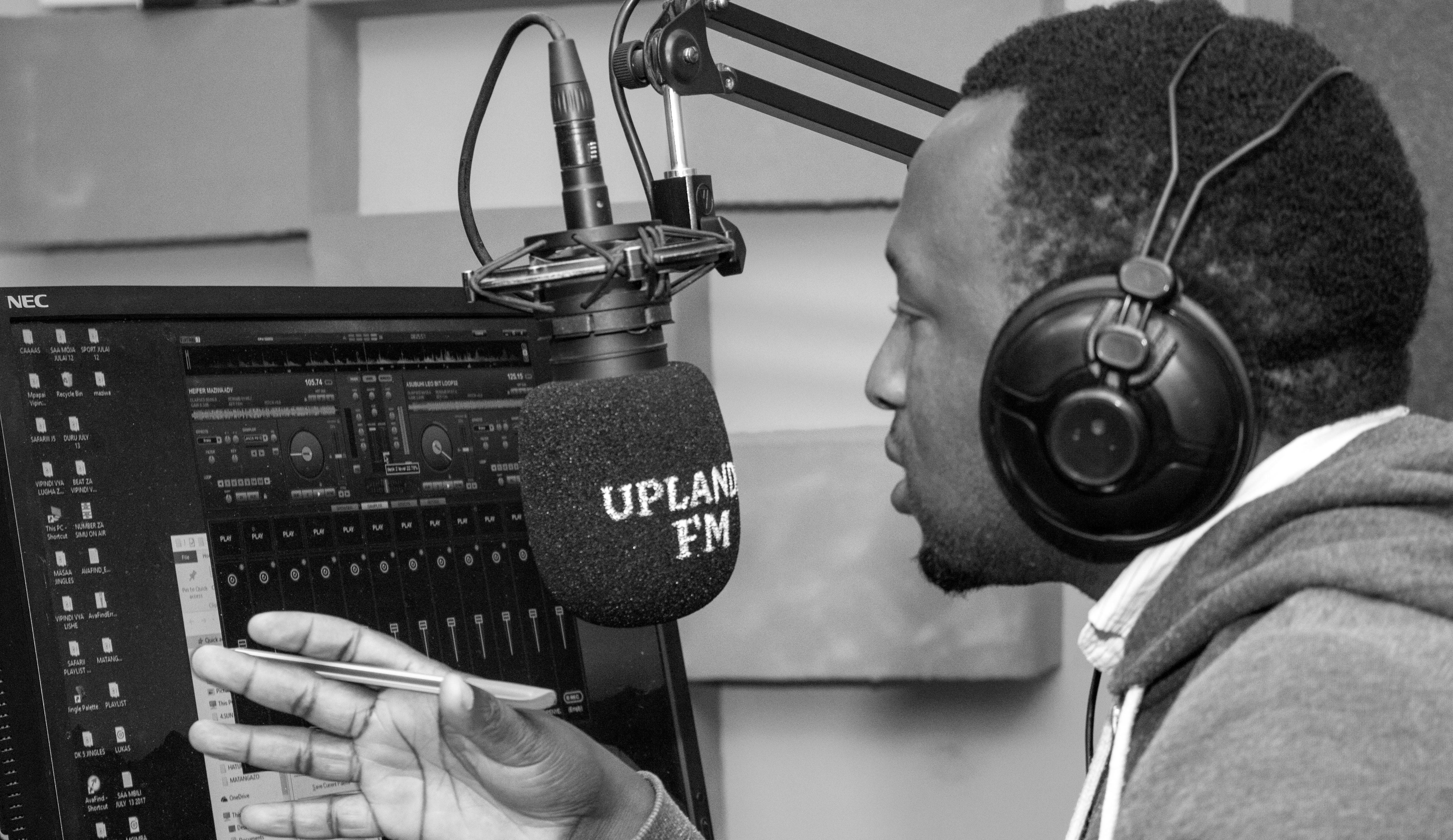
Uplands FM 廣播電台節目側拍。

廣播節目主持人是從事電台節目主持之工作，透過廣播直接面對聽眾的節目主持者、播音者。在一對多模式中，通過任何電子大眾傳播媒體向分散的受眾傳送音訊節目內容。
廣播節目主持人在節目中通過組織、串聯、引導、溝通、交流、傳達、吸引起主導作用。主持節目類型可分為流行音樂節目、類型音樂節目、教育文化節目、兒童節目、少年節目、社會關懷節目、藝術文化節目、生活風格節目、社區節目、單元節目、綜合節目等。
臺灣的廣播金鐘獎設有獎項表揚過去一年廣播節目傑出的主持人。

## 節目主持類型
1. 流行音樂節目。所稱流行音樂節目，指以當代中外通俗音樂 、歌曲為內容之節目。 
2. 類型音樂節目。所稱類型音樂節目，指流行音樂節目以外之音樂節目。 
3. 教育文化節目。所稱教育文化節目，指具教育文化內容與意義之節目。 
4. 兒童節目。所稱兒童節目，指針對未滿十二歲之兒童製播之節目。 
5. 少年節目。所稱少年節目，指針對十二歲以上未滿十八歲之少年製播之節目。 
6. 社會關懷節目。所稱社會關懷節目，指以關懷社會群眾、促進社會整體福祉為內容之節目。 
7. 藝術文化節目。所稱藝術文化節目，指以傳揚、提升藝術文化欣賞、表演為內容之節目。 
8. 生活風格節目。所稱生活風格節目，指提供生活資訊、流行新知、健康育樂等多元性、綜合性之節目。 
9. 社區節目。所稱社區節目，指以服務地區及發揚地區特色之節目。 
10.單元節目。所稱單元節目，指以一定單元名稱，提供各類資 訊或宣導，且長度不超過五分鐘之節目。

## 臺灣知名廣播節目主持人
| 姓名   | 代表節目       | 播出電臺           | 入行時間 | 得獎紀錄                                         |
| 羅 蘭  | 安全島         | 警廣               | 1959     | 獲廣播金鐘獎、國家文藝獎、亞洲作家終身成就獎     |
| 余 光  | 青春之歌       | 中廣、警廣         | 1967     | 獲第48屆廣播金鐘獎「特別貢獻獎」                 |
| 李 文  | 我愛我家       | 警廣               | 1969     | 獲廣播金鐘獎、金駝獎等                           |
| 李季準 | 感性時間       | 中廣               | 1971     | 獲第50屆廣播金鐘獎「特別貢獻獎」                 |
| 凌 晨  | 平安夜         | 警廣               | 1977     | 獲十大傑出女青年獎與廣播金鐘獎                   |
| 王介安 | 星河夜語       | 中廣               | 1989     | 獲第36屆廣播金鐘獎「最佳流行音樂節目主持人獎」   |
| 光 禹  | 今夜家族       | 飛碟電台、警廣     | 1990     | 1994年入圍廣播金鐘獎「綜藝節目主持人獎」         |
| 唐 陶  | 夜夜夜談       | 警廣               | 1990     | 獲第52屆廣播金鐘獎「最佳單元節目獎」             |
| 李明依 | 午餐的約會     | 中廣               | 1990     | 獲第25屆金鐘獎戲劇節目女主角獎                   |
| 李文媛 | 午夜琴聲       | 中廣、台北之音     | 1990     |                                                  |
| 鄭 怡  | 綺麗世界       | 中廣               | 1991     |                                                  |
| 黎明柔 | 台北非常DJ     | 台北之音、中廣     | 1995     |                                                  |
| 陶晶瑩 | 陶色新聞       | 中廣、飛碟電台     | 1996     | 獲第34屆電視金鐘獎「綜藝節目主持人獎」等         |
| 黃子佼 | 音樂奇葩       | 飛碟電台           | 1996     | 獲第49屆廣播金鐘獎「最佳流行音樂節目主持人獎」   |
| 吳建恆 | 娛樂E世代      | 中廣               | 1997     | 獲第54屆廣播金鐘獎「最佳流行音樂節目主持人獎」等 |
| 張 敬  | 魔法世界       | 警廣、教育電臺     | 1997     | 獲第41屆廣播金鐘獎「最佳流行音樂節目主持人獎」等 |
| 唐 妮  | 寶貝週記       | 教育電臺、警廣     | 1997     | 獲第52屆廣播金鐘獎「最佳兒童節目主持人獎」等     |
| 朱衛茵 | 每天愛你多一點 | 飛碟電台           | 1998     |                                                  |
| 丹尼斯 | 夜貓DJ         | 台北之音           | 2000     | 獲2002大成報年度「最受歡迎廣播人」               |
| 馬世芳 | 音樂五四三     | News98電台         | 2002     | 獲第52屆廣播金鐘獎「最佳流行音樂節目主持人獎」等 |
| 苦 苓  | 苦苓笑台北     | 台北之音、飛碟電台 | 2002     | 獲時報文學獎散文獎、聯合報小說獎                 |
| 吳瑪麗 | 青春點點點     | 飛碟電台           | 2004     |                                                  |